# Zirkuhs flygplats
Zirkuhs flygplats (ICAO: OMAZ) är en liten flygplats i Förenade arabemiraten. Den ligger på ön Zirkuh, cirka 140 km nordväst om huvudstaden Abu Dhabi. Flygplatsen har endast en landningsbana, 13/31.